# Hrabstwo Cascade
Hrabstwo Cascade (ang. Cascade County) – hrabstwo w stanie Montana w Stanach Zjednoczonych. Obszar lądowy hrabstwa obejmuje powierzchnię 2697,90 mil² (6987,53 km²). Według szacunków United States Census Bureau w roku 2009 miało 82 178 mieszkańców. Siedzibą hrabstwa jest Great Falls.

## Miasta
- Belt
- Cascade
- Great Falls
- Neihart

## CDP
- Black Eagle
- Fort Shaw
- Gibson Flats
- Sand Coulee
- Simms
- Stockett
- Sun Prairie
- Sun River
- Ulm
- Vaughn